# Mina Quellaveco
El Proyecto Minero Quellaveco, o simplemente Quellaveco (como es reconocido por los ciudadanos de la región Moquegua), es un proyecto minero de cuprífero ubicado en el sur de Perú, en el distrito de Torata, perteneciente la provincia de Mariscal Nieto, en el departamento de Moquegua.
La propiedad del Proyecto Quellaveco pertenece sustancialmente a la empresa Anglo American y menor medida a la empresa Mitsubishi Corporation. Quellaveco representa una de las mayores reservas de cobre en el Perú. Asimismo, en el mundo tiene reservas estimadas de 1,1 mil millones de toneladas de mineral con una ley de 0,55% de cobre.
Es en virtud de ir aprobaciones gubernamentales de medio ambiente para su Evaluación de Impacto Ambiental. La última modificación de EIA se presentó en 2014. El desarrollo planificado de la mina estima una capacidad de procesamiento de 85 000 toneladas métricas por día. Fluor Corporation ha sido asignado como el contratista EPCM para este proyecto.

## Conflictos socioambientales
El proyecto minero ha entrado en controversias debido a las denuncias y reclamos de las comunidades campesinas de Tumilaca, Pocata, Coscore y Tala, a causa de posibles eventos de contaminación por relaves. Ello debido a la cercanía en la que se encuentra el proyecto respecto a la cuenca del río Asana, la cual es fuente hídrica de Tumilaca, lo cual indican no solo ha perjudicado el consumo hídrico poblacional, sino también su aprovechamiento para las actividades agrícolas y ganaderas.  Además de ello, no se implementó un proceso aplicación de Consulta Previa (Ley n.º 29785), la cual ampara a los pueblos originarios y comunidades campesinas para establecer su derecho libre, previo e informado para aceptar el proyecto. 